# Carlos Xavier
Carlos Jorge Marques Caldas Xavier dit Carlos Xavier, né le 26 janvier 1962 à Lourenço Marques, ancienne désignation de Maputo, est un footballeur portugais qui évoluait au poste de milieu de terrain.

## Biographie
Pur produit du prestigieux centre de formation du Sporting Clube de Portugal, Carlos Xavier intègre l'équipe première en 1980-1981, et il est champion du Portugal la saison suivante. 
Il est l'un des joueurs historique du Sporting Clube de Portugal, club où il évolue durant 12 saisons en tant que professionnel entre 1980 et 1996 (entrecoupé d'un prêt à l'Académica en 1986-1987, et trois saisons à la Real Sociedad entre 1991 et 1994).
Il est également international portugais à 10 reprises.

## Carrière
- 1980-1986  Sporting CP
- 1986-1987  Académica Coimbra (prêt)
- 1987-1991  Sporting CP
- 1991-1994  Real Sociedad
- 1994-1996  Sporting CP
- 2011-2012  Sporting CP (football de plage)

## Entraîneur
- 2004-2005  Estoril (entraîneur-adjoint)

## Palmarès
- Champion du Portugal en 1982 avec le Sporting
- Vainqueur de la Coupe du Portugal en 1982 et 1995 avec le Sporting
- Vainqueur de la Supercoupe du Portugal en 1982, 1987 et 1995 avec le Sporting

## Carrière internationale
- International portugais (10 sélections)

## Curiosité
Son frère jumeau Pedro Xavier, est également footballeur professionnel et international portugais (4 sélections). Les deux frères évoluent une saison ensemble dans la même équipe, lors la saison 1986-1987, à l'Académica Coimbra.